# Bullobunus rufus
Bullobunus rufus is een hooiwagen uit de familie Sclerosomatidae. De wetenschappelijke naam van Bullobunus rufus gaat terug op Roewer.